# 리처드 아크라이트

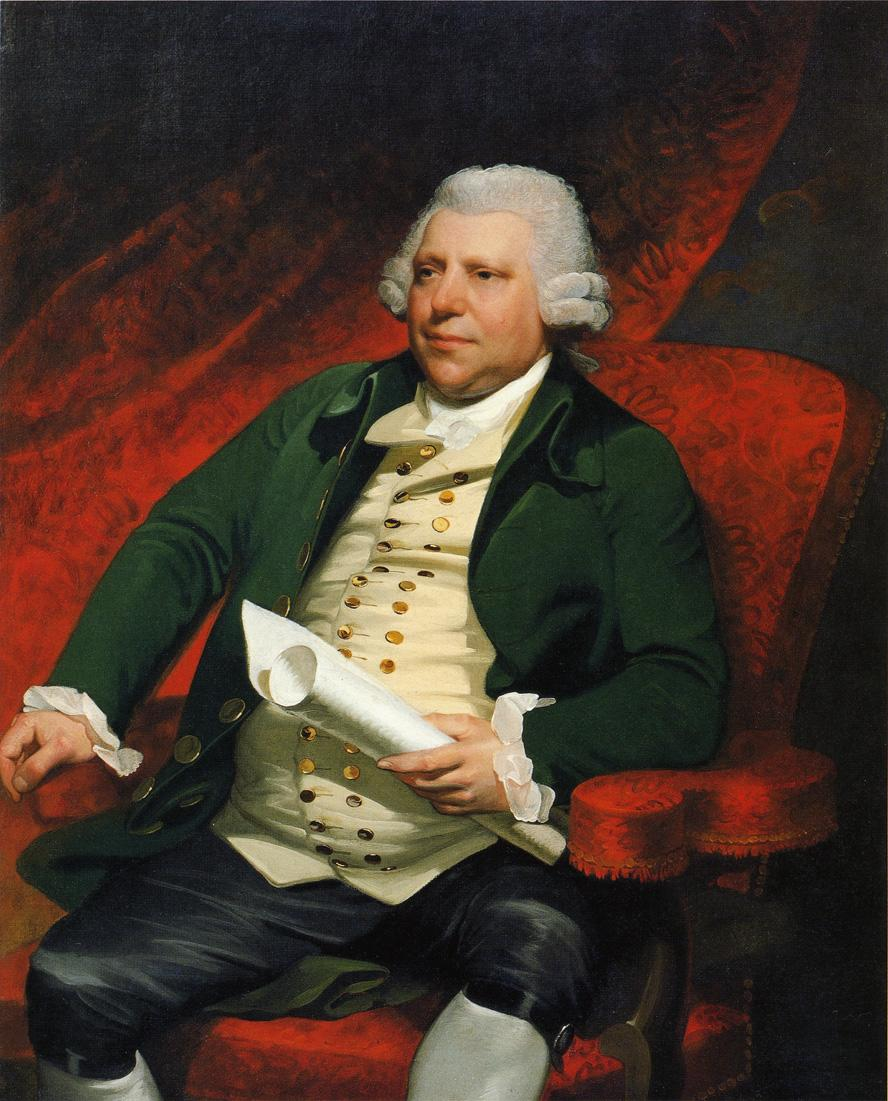
1790년경의 초상

리처드 아크라이트 경(영어: Sir Richard Arkwright, 1732년 12월 23일 ~ 1792년 8월 3일)은 영국의 발명가로, 수력을 이용한 방적기를 발명한 것으로 유명하다.

## 이력

### 어린 시절
가난한 부모의 7형제 중 막내로 태어나 처음에는 이발사·가발공이었으나 기계에 흥미를 갖게 되어 머리카락의 염색으로 얻은 소자본을 바탕으로 하여 기계 제조업으로 전향하였다. 당시 1767년에 제임스 하그리브스가 발명한 다축 방적기가 널리 사용되고 있었으나, 좋은 실이 생산되지 못할 뿐더러 반복 조작에 주기적으로 대체할 수 없는 결점이 있었다. 그래서 아크라이트는 능률이 좋고 품질이 좋은 실을 만드는 방적기가 발명되기를 바라고 있었다.
1769년에 아크라이트는 처음으로 그 특허를 얻어 두 친구와 함께 니드 스트래트 앤드 아크라이트 상회를 창립하였고, 1771년부터 수력을 동력으로 한 큰 방적공장을 각지에 세웠다.

### 방적기 발명과 평가
아크라이트는 하그리브스의 방적기를 개량하고 제임스 와트의 증기 기관을 연결하는 등 새로운 방적기를 만들어 특허를 얻었다. 이 기계의 발명으로 직업을 잃은 사람들이 기계를 부수는 일까지 있었다. 1775년에 두 번째 특허를 얻었는데, 그의 발명은 루이스 폴(Lewis Paul)과 브레이 와이엇(Bray Wyatt)의 기계의 확대 구조를 보통 족답식 방차의 꼬기와 감기 구조와 결합한 것에 불과하였다는 주장이 있다.
한편 토머스 하이스(Thomas Highs)는 거의 동일한 기계를 자신이 먼저 만들었으며, 제니방적기(Spinning jenny)의 이름도 자신의 딸 제니의 이름을 따서 붙인 것이라고 주장했다. 또한 그는 제니방적기에 들어가는 모든 기계장치를 시계공 존 케이(John Kay)에게 위탁해 만들었는데 뒤에 아크라이트가 그를 고용해 비밀을 빼내간 것이라고 주장했다. 아크라이트는 이 표절 주장에 대해 반증을 제시하지 못했고, 그에 따라 1785년 패소했다. 아크라이트가 소유한 모든 특허의 무효화가 선고되었고, 그의 발명품은 즉각 누구나 사용할 수 있게 되었다. 소송판결은 아크라이트 방적기의 확산을 한층 빠르게 했다. 그러나 그의 기계는 처음부터 수차 동력을 예정하고 있었으므로 수력 방적(워터 프레임)이라 불리었으며, 무명 공업에 혁신적 역할을 할 수가 있었다.
1786년 기사작위를 받았고, 특허소송에서 패소하였음에도 불구하고 50만 파운드의 유산을 남겼다.
아크라이트는 발명가일 뿐만 아니라 기업가였고 탁월하게 유능한 경영자였다. 그는 자본을 조성하기 위해 어떤 네트워크를 구성해야 하며, 시장에 어떻게 접근해야 할지 잘 알고 있었다. 또 목화와 직물 시장이 어떻게 움직이는지 꿰뚫었다. 무엇보다도 그는 새로운 기술이 품질 관리 측면에서 매우 귀중한 자산이라는 사실을 인식하고 있었다. 이전까지 직물 생산은 소규모 도급업자들의 하청 시스템으로 이루어졌다. 관리자는 공정의 마지막 단계에서만 품질 평가를 할 수 있었고, 일일이 눈으로 확인한 후 제품을 받아들이거나 거절했다. 하지만 공장을 운영한 아크라이트는 전체적인 프로세스를 제어할 수 있었고, 글자 그대로 품질을 "규격화"할 수 있었다.

## 참고 문헌